# Peter Makeléer

Peter Makeléer, porträtterad av Richard Sylvius.

Peter Makeléer, född 1644 i Göteborg, död den 19 maj 1697 i Stralsund, var en svensk militär och diplomat. Han var son till Hans Macklier.
Makeléer gick i svensk krigstjänst 1657 och tjänstgjorde vid armén i Livland till fredsslutet. Han blev kapten vid Östgöta infanteriregemente 1663, major där 1671, överstelöjtnant vid Ture Oxenstiernas värvade regemente 1674, överste där 1676 samt överste för ett värvat regemente och kommendant i Stralsund 1679. Makeléer var extra ordinarie envoyé till Brandenburg 1688 och återvände därefter till posten som kommendant. Han gravsattes vid sidan av sin förut avlidna fru i Sankt Nikolai kyrka i Stralsund.